# Colomys goslingi
Il ratto dei guadi africano (Colomys goslingi Thomas & Wroughton, 1907) è l'unica specie del genere Colomys (Thomas & Wroughton, 1907), diffusa nell'Africa equatoriale.

## Descrizione
Roditore di piccole dimensioni, con lunghezza del corpo tra 103 e 140 mm, la lunghezza della coda tra 133 e 156 mm, la lunghezza del piede tra 34 e 38,5 mm, la lunghezza delle orecchie tra 17 e 20 mm e un peso fino a 73 g.
 
Cranio di proporzioni medie, con la regione sopra-orbitale e parietale poco pronunciata. Le bolle timpaniche sono normali.
 
Sono caratterizzati dalla seguente formula dentaria:
La pelliccia è corta, setolosa e velluta, ma non spinosa. Il colore del dorso varia dal marrone scuro al cannella, con una porzione posteriore più nerastra. Le parti ventrali sono bianche, la linea di demarcazione sui fianchi è netta e molto alta, all'altezza delle guance. Le zampe sono interamente bianche, tranne una sottile striscia scura che si estende lungo le anche nelle zampe posteriori. I piedi sono allungati. Le orecchie sono grandi, grigie e prive di peli. Sono presenti due macchie biancastre su ogni lato della testa alla base di ogni orecchio. La coda è ricoperta finemente di scaglie, circa 12 anelli per centimetro, priva di peli e uniformemente grigiastra. Le femmine hanno un paio di mammelle pettorali, un paio post-ascellari e 2 paia inguinali.

## Biologia

### Comportamento
Vive principalmente lungo i corsi e le pozze d'acqua dove costruisce corti tunnel sulle sponde. È notturno e probabilmente solitario.

### Alimentazione
Si nutre principalmente di grossi invertebrati degli ambienti lacustri e piccoli vertebrati.

### Riproduzione
In Uganda e Repubblica Democratica del Congo orientale è presente una stagione riproduttiva tra marzo e luglio. Sono state osservate femmine gravide con 1-3 embrioni.

## Distribuzione e habitat
Questa specie è diffusa nell'Africa equatoriale.
Vive nelle foreste pluviali e nelle foreste miste a savana adiacenti tra i 400 e 3.200 metri di altitudine.

## Tassonomia
Sono state riconosciute 5 sottospecie:
- C.g.goslingi: Repubblica Democratica del Congo, Angola nord-orientale, Zambia nord-occidentale;
- C.g.bicolor (Thomas, 1912): Camerun occidentale e meridionale, Gabon settentrionale;
- C.g.denti (St.Leger, 1930): Kenya occidentale, Sudan del Sud, Uganda, Burundi;
- C.g.eisentrauti (Dieterlen, 1983): Zone montagnose del Camerun nord-occidentale;
- C.g.ruandensis (Dieterlen, 1983): Ruanda.

Una popolazione isolata è presente anche in Liberia e Guinea. Nel 2020 questa popolazione è stata assegnata ad una nuova specie, C.wologizi, mentre un'altra, C.lumumbai è stata riconosciuta nella Repubblica Democratica del Congo

## Conservazione
La IUCN Red List, considerato che la specie è relativamente diffusa e localmente comune, sebbene altamente specializzata, classifica C.goslingi come specie a rischio minimo (Least Concern).